# Dima Wannous
Dima Wannous (en árabe: ديمة ونوس‎) (Damasco, 1982) es una escritora, traductora y periodista cultural siria.

## Trayectoria
Estudió Literatura francesa en la Universidad de Damasco y en la Sorbona; también estudió Traducción en Francia. Mientras vivió en Beirut, trabajó para los diarios Al-Hayat y As-Safir y ha colaborado con The Washington Post, así como con diversos medios de comunicación audiovisuales (radio y televisión).
Atrajo la atención de la crítica literaria con Tafasil (Detalles), una colección de relatos, publicada en 2007, en la que se describe la sociedad siria centrándose en diferentes personajes mediante insinuaciones irónicas y alusiones grotescas que muestran cómo doblegar al poder. Publicó su primera novela, Kursi (La silla), en 2008. Formó parte del Beirut39, un grupo de 39 escritores árabes menores de 40 años elegidos a través de un concurso organizado por la revista Banipal y el Hay Festival.
Su novela Los que tienen miedo (Dyktatura strachu), publicada en 2017 (en España en 2019), describe la vida en Damasco, durante la guerra civil, de una mujer joven que recibe un manuscrito de un examante huido a Alemania. El libro quedó finalista para el Premio Internacional de Ficción Árabe y ha sido traducido al inglés, alemán, holandés, español y turco. La crítica describe su estilo narrativo como sobrio y, a menudo, dolorosamente preciso.
Dima es hija del dramaturgo sirio Saadallah Wannous. Está casada al periodista sirio Ibrahim Hamidi y vive con él en Londres.

## Obra
- 2007 – Tafasil.
- 2008 – Kursi.
- 2017 – Los que tienen miedo. Sitara. ISBN 9788417035242.